# Diuma

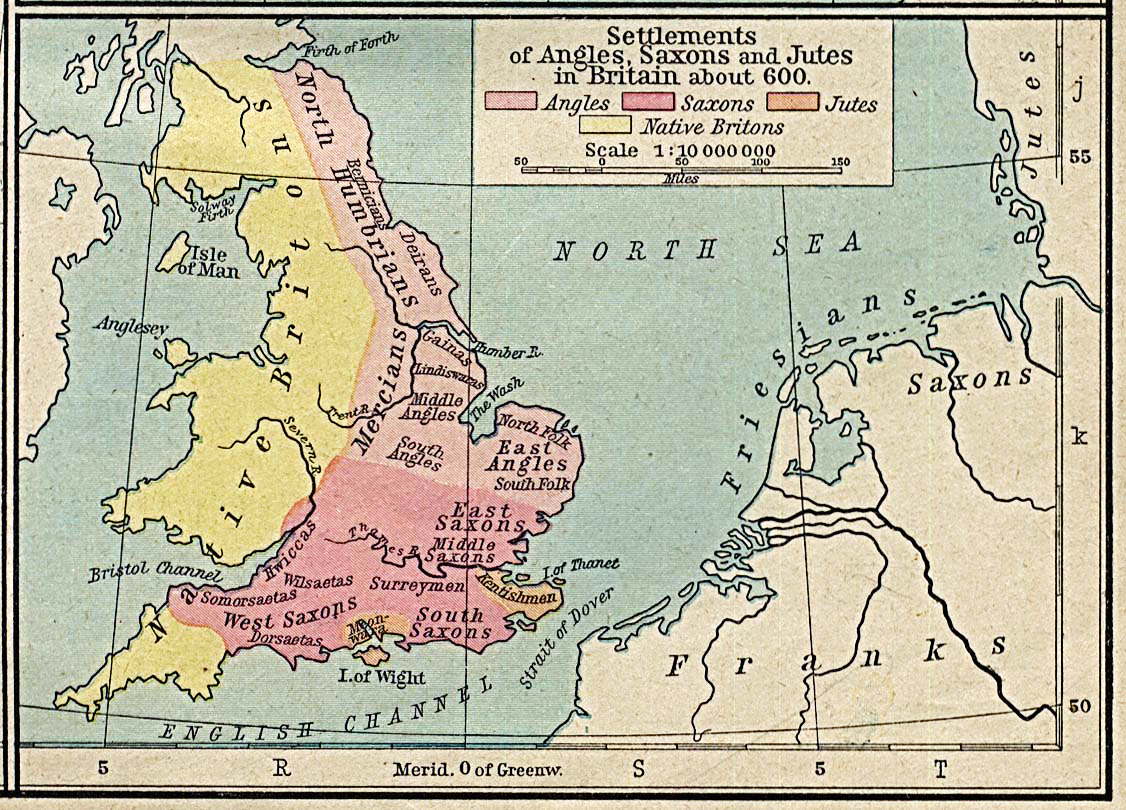
Brittannië, ca. 600

Diuma (ook Dwyna en Duma) was de eerste bisschop van het Angelsaksische koninkrijk Mercia. Tegelijkertijd was hij ook bisschop van het koninkrijk Lindsey en het gebied van de Midden Angelen.
Diuma was een geestelijke van Ierse afkomst en werd voor het eerst in 653 genoemd toen hij Peada, zoon van heidense koning van Mercia, Penda, doopte, vlak voor diens bruiloft met Alhflaed, dochter van koning Oswiu van Northumbria.
Na de dood van Penda in 655 tijdens de Slag bij Winwaed, werd Diuma door Finian van Lindisfarne tot bisschop van Mercia gewijd. De grenzen van zijn bisdom zijn echter niet meer precies te bepalen.
Volgens Beda was hij bisschop maar voor een korte periode. De precieze sterfdatum van Diuma is onbekend, maar kan niet later dan het jaar 659 geweest zijn.